# Kilmun
Kilmun (gälisch: Cille Mhunna) ist eine kleine Ortschaft auf der schottischen Halbinsel Cowal in der Council Area Argyll and Bute. Sie liegt am Nordufer von Holy Loch, einer Nebenbucht des Firth of Clyde etwa vier Kilometer nördlich von Dunoon und zwölf Kilometer westlich von Helensburgh.

## Geschichte
Um das Jahr 600 errichtete der Heilige Munnu eine Kirche am Ort der heutigen Ortschaft. Die Kirche, nach welcher Kilmun benannt ist, war dem Heiligen Columban geweiht. Im 13. Jahrhundert erhielten die Mönche aus Paisley Ländereien in der Umgebung und übernahmen auch die Kirche. Ein neues Kirchengebäude wurde im 15. Jahrhundert erbaut. Im 19. Jahrhundert hatte sich Kilmun weiterentwickelt und verschiedene Villen, eine Poststelle und ein Hotel waren dort errichtet worden. Im Jahre 1971 wurden in Kilmun 381 Einwohner gezählt. Dies bedeutet, dass die Einwohnerzahl sich seit hundert Jahren nicht signifikant verändert hat. In neueren Zensusdaten ist Kilmun mit dem benachbarten Strone zusammengefasst. Insgesamt lebten 1991 dort 891 Personen.

## Sehenswürdigkeiten

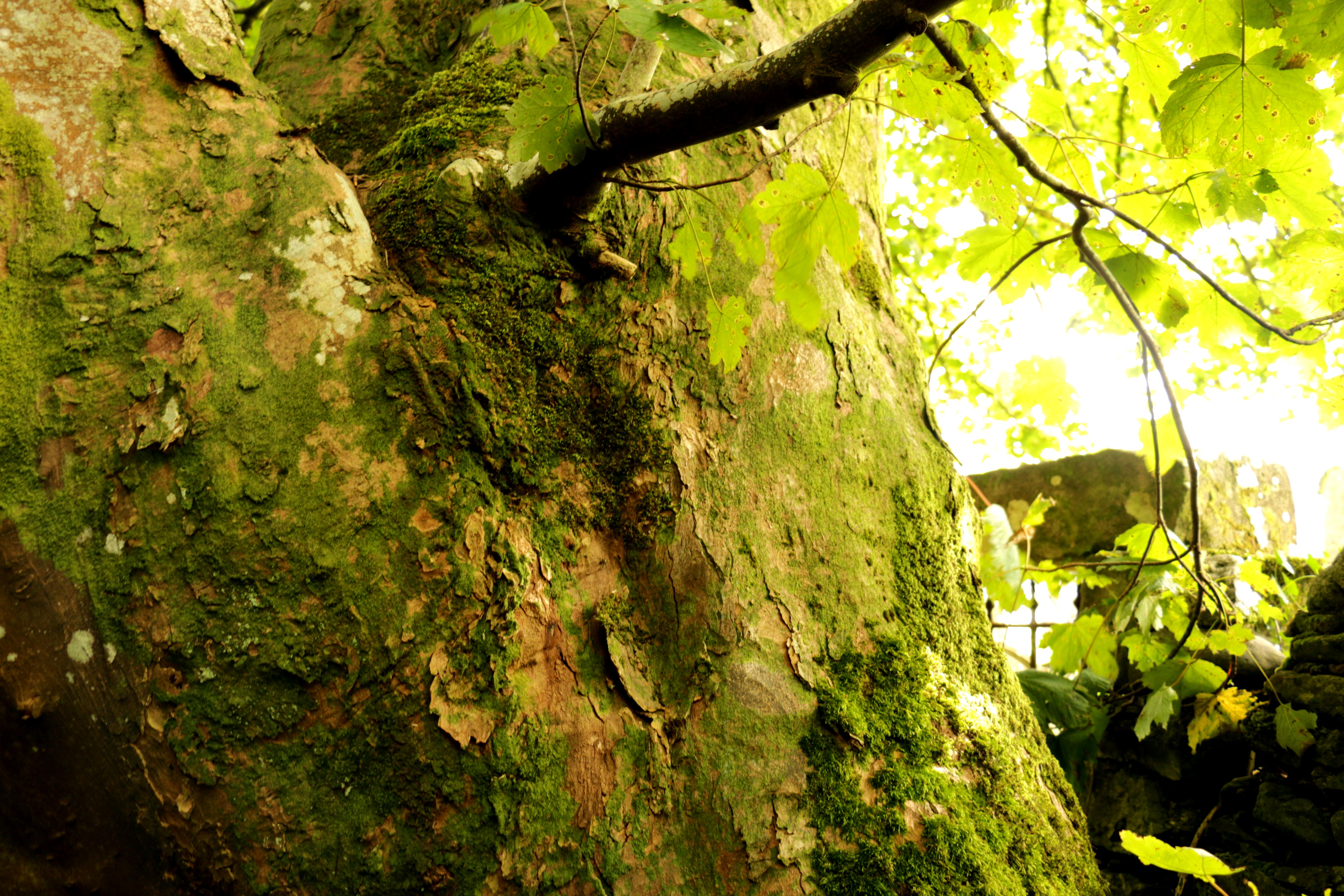
Alter Ahornbaum in Kilmun

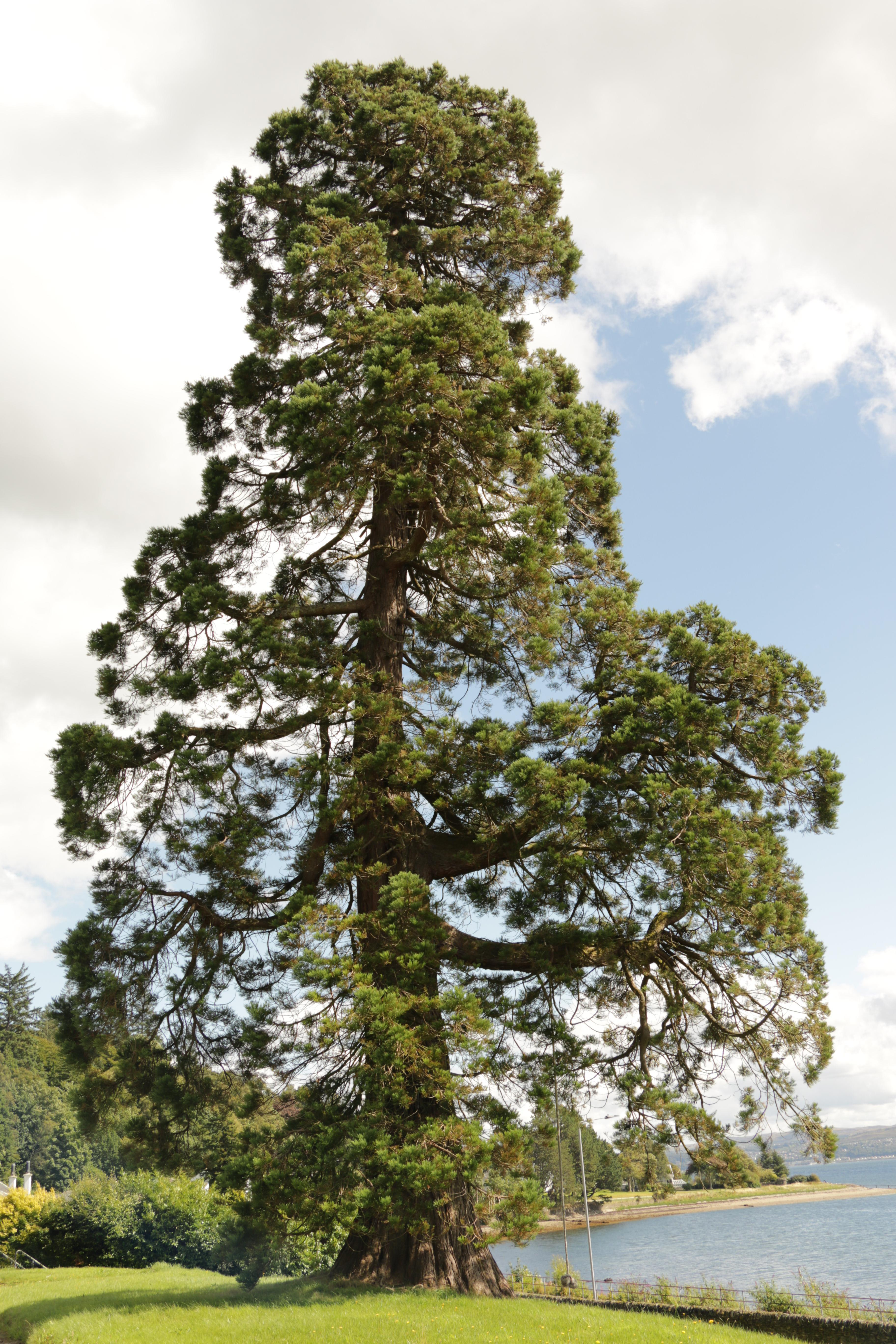
Alter Mammutbaum in Kilmun

In Kilmun befinden sich zwei Denkmäler aus der höchsten schottischen Denkmalkategorie A. Das Herrenhaus Old Kilmun House liegt an erhabener Position jenseits des Friedhofs. Es stammt aus dem frühen 18. Jahrhundert und war der Sitz eines Lairds aus dem Clan Campbell. Die St Munn’s Parish Church wurde nach dem Abriss eines Vorgängerbaus im Jahre 1841 in den 1840er Jahren erbaut. Bemerkenswert ist der alte Baumbestand in Kilmun, darunter ein alter Mammutbaum und das Kilmun Arboretum, ein forstbotanischer Garten, im Nordwesten des Ortes.